# Куріон
Куріон (Курій, дав.-гр. Κούριον, лат. Curium) або Карфаген Кіпрський (Kartihadasti) — античне місто на південному узбережжі острова Кіпр поблизу сучасного Лімасолу, що існувало з давніх часів до Середньовіччя. Розташоване на березі затоки Епіскопі на 70-метровій кручі з метою забезпечити додаткову безпеку міста.

## Історія
За легендою, місто побудоване в XII ст. до н. е. мікенцями, які брали участь у Троянській війні. Останні археологічні знахідки підтверджують легенду і свідчать, що Куріон, ймовірно, був заснований вихідцями з давньогрецького міста Аргос, яке розташоване на Пелопоннесі.
У VIII ст. до н. е. під назвою Kartihadasti місто згадується в одному з найдавніших фінікійських написів, так званому Хірамовому надписі, який має номер KAI-31 і був присвячений фінікійському богу Ваалу. У надписі місцевий намісник від Хірама II, царя Тіра, називає себе рабом царя сідонян, що дає можливість датувати надпис приблизно 733/732 роком до н. е.
У VII ст. до н. е. місто згадується під цією ж назвою в анналах (673/2 р до н. е.) ассирійського царя Асархаддона, а місцевий правитель Дамас — серед інших залежних від Ассирії кіпрських царів. Щоб відрізняти місто від Карфагену у Північній Африці, в історіографії його ще називають «Карфаген Кіпрський».
Від заснування Куріон був окремим містом-державою, яких на Кіпрі було чимало. Пізніше належав грекам, ассирійцям, фінікійцям, персам, римлянам, візантійцям.

## Сучасність
Нині на місці стародавнього міста-держави розташований Археологічний парк, де можна побачити руїни Куріона. В ході розкопок був виявлений комплекс з 30 самих різних приміщень, включаючи кілька басейнів для купання. Усі будівлі побудовані з вапняку. Зокрема, будинок Евстоліоса з римськими термами, де збереглася мозаїка, будинок Ахіллеса, будинок гладіаторів з прекрасними мозаїчними зображеннями, руїни інших приватних будинків.
Найвідоміше місце — відреставрований античний театр греко-римської епохи, побудований в II столітті до н. е.
Поблизу знаходяться руїни ранньохристиянської базиліки V століття н. е. і великого німфеума (святилища).
Недалеко від Археологічного парку Куріона знаходяться руїни стадіону Куріона і святилища Аполлона Гілата.

## Царі Куріону
- Дамас (Da-mu-si) — згаданий у 673/2 р до н. е. як данник Ассирії. Схожість звучання Da-mu-si з давньогрецьким ім'ям Δάμασος дає привід багатьом історикам вважати його греком.[2]
- Стасанор — брав участь в антиперському повстанні 350—344 років до н. е., проте потім перейшов на сторону персів;
- Пасікрат — останній цар, в 332 г. до н. е. своїм флотом підтримав Олександра Македонського проти персів.

## Галерея

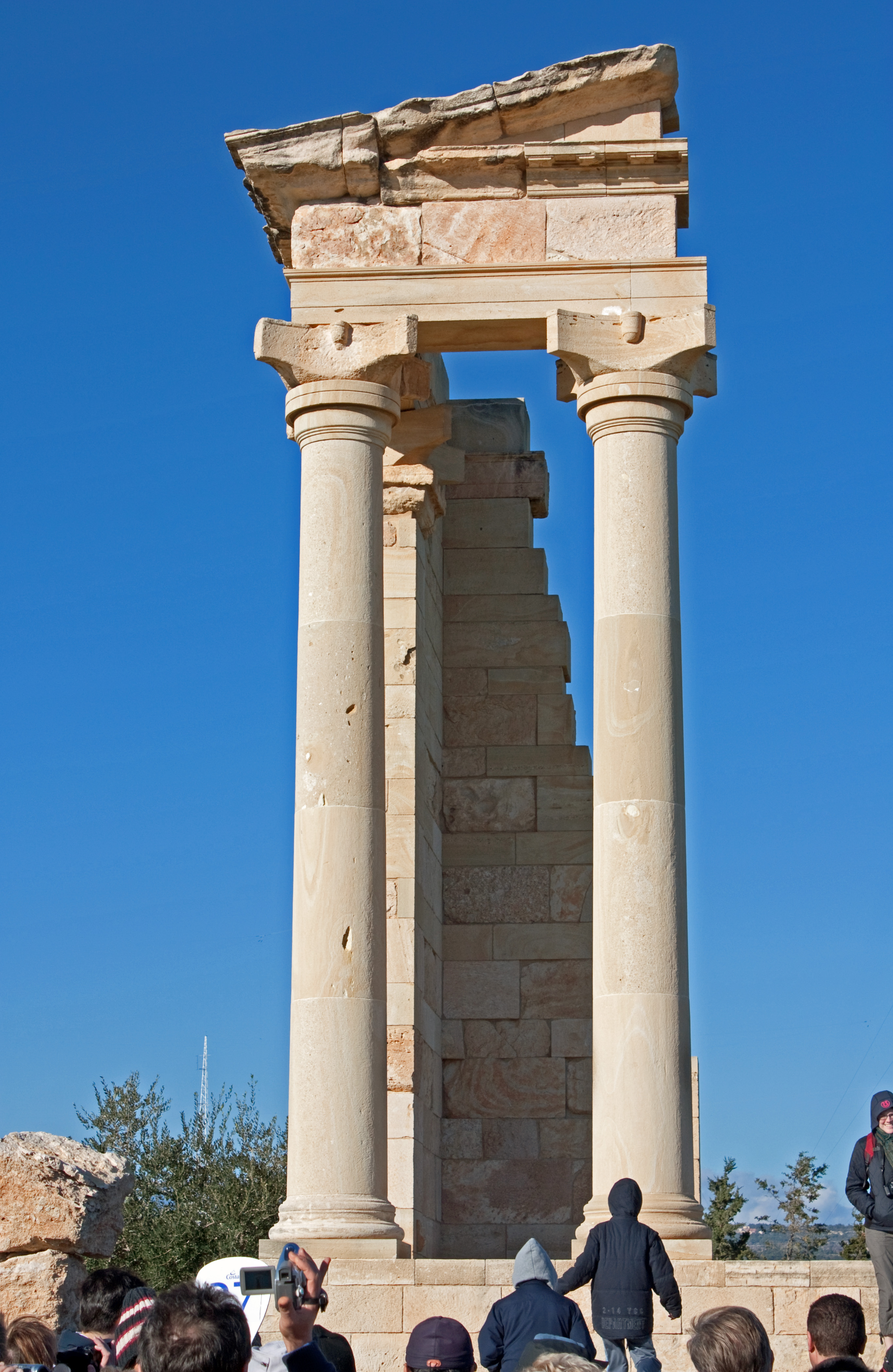
Святилище Аполлона Гілата
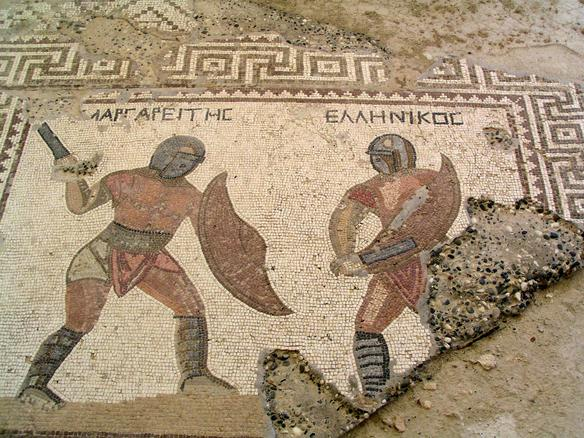
Дім гладіатора
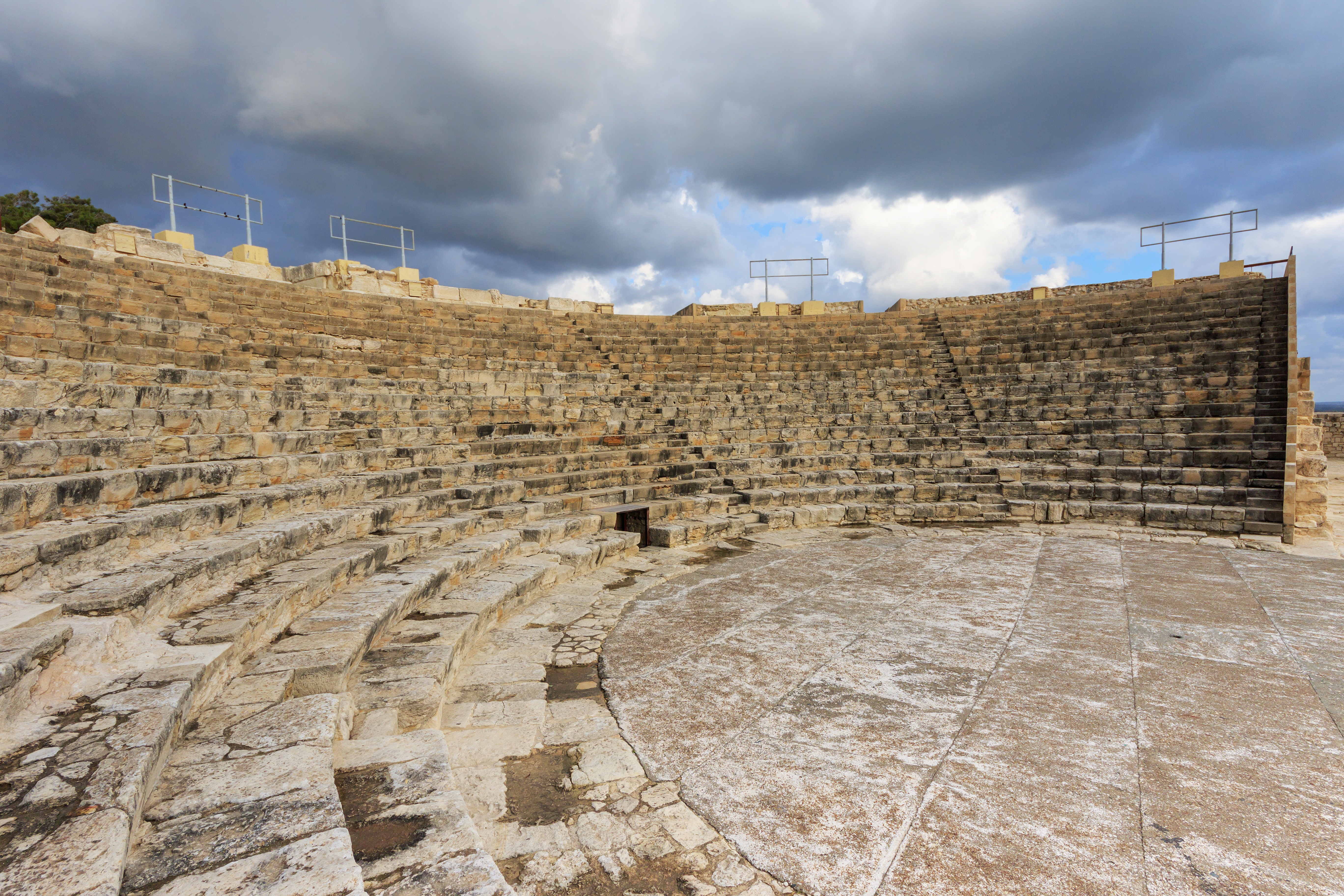
Театр Куріона